# 브랜스-딕 이론
브랜스-딕 이론(영어: Brans–Dicke theory)은 일반상대론을 확장하여, 중력상수를 스칼라장으로 승진시켜 얻은, 중력을 다루는 이론이다. 따라서 계량 텐서장과 스칼라장을 동시에 지닌, 이른바 스칼라-텐서 이론이다. 끈이론에서 자연스럽게 유도된다.

## 역사
1961년에 미국의 로버트 헨리 딕과 칼 브랜스(Carl Henry Brans)가 마흐의 원리를 만족하는 중력 이론을 만들기 도입하였다.

## 수학적 정의
여기서 텐서 {\displaystyle X_{ab}}가 주어졌을 때, {\displaystyle X}는 {\displaystyle X_{ab}}의 대각합을 나타낸다.
브랜스-딕 이론의 작용은 다음과 같다.
{\displaystyle S={\frac {1}{16\pi G}}\int d^{4}x{\sqrt {-g}}\;\left(\phi R-\omega {\frac {(\partial \phi )^{2}}{\phi }}\right)}
작용으로부터 다음과 같은 장방정식을 유도할 수 있다.
{\displaystyle \Box \phi ={\frac {8\pi }{3+2\omega }}T}
{\displaystyle G_{ab}={\frac {8\pi }{\phi }}T_{ab}+{\frac {\omega }{\phi ^{2}}}(\partial _{a}\phi \partial _{b}\phi -{\frac {1}{2}}g_{ab}\partial _{c}\phi \partial ^{c}\phi )+{\frac {1}{\phi }}(\nabla _{a}\nabla _{b}\phi -g_{ab}\Box \phi )}
여기서
- {\displaystyle \omega }는 무차원 결합 상수 (딕 결합 상수)
- {\displaystyle g_{ab}}는 계량 텐서,
- {\displaystyle G_{ab}}는 아인슈타인 텐서
- {\displaystyle T_{ab}}는 에너지-운동량 텐서 ({\displaystyle T}는 그 대각합)
- {\displaystyle \phi }는 스칼라장
- {\displaystyle \Box }는 라플라스-벨트라미 연산자다.

즉 첫 번째 식은 스칼라장의 샘마당이 응력-에너지 텐서의 대각합임을 의미한다. (전자기장의 응력-에너지 텐서는 무대각합이므로, 전자기장은 스칼라장에 영향을 미치지 않는다.) 두 번째 식은 아인슈타인 방정식을 스칼라항을 더하여 일반화한 것이다.

## 끈 이론과의 관계
끈 이론에서는 낮은 에너지의 중력에서 자연스럽게 딜라톤을 포함한다. 딜라톤은 {\displaystyle \omega =-1}인 브랜스-딕 스칼라 {\displaystyle \phi }와 유사하다. 다만, 딜라톤은 퍼텐셜을 가질 수 있다.

## 같이 보기
- 마흐 원리
- 일반 상대성 이론
- 끈 이론